# Copa Gossage
La Copa Gossage fue el primer torneo amistoso de fútbol realizado en África, que fuera antecesor de la actual Copa CECAFA (El Campeonato del Este y Centro de África). Comenzó en 1926 con la propuesta de únicamente 2 países, Kenia y Uganda. El fabricante de jabones William Gossage patrocinó este evento, por lo que la copa lleva su nombre. Casi dos décadas después, Tanganica (actual Tanzania) entra en el torneo y para 1947 la isla de Zanzíbar se une a la competición. Al principio, las sedes de la competición tan solo se alternaban entre Kenia y Uganda, pero al llegar Tanganica y Zanzíbar, cada país sería organizador del torneo cada 4 años. 
Para 1967 la Copa Gossage cambia de nombre a Copa Senior Challenge para el Este y Centro de África. Los equipos seguían siendo los mismos, solo que Tanganica jugaba bajo el nombre de Tanzania desde 1962. 

## Equipos participantes
- Kenia
- Tanganica (1945-1961)
- Tanzania (Desde 1962)
- Uganda
- Zanzíbar

## Resultados
| #  | Año  | Sede         | Final        | Final        | Final        | Disputa del tercer lugar | Disputa del tercer lugar | Disputa del tercer lugar | Equipos      |              |
| #  | Año  | Sede         | Campeón      | Marcador     | Subcampeón   | Tercer lugar             | Marcador                 | Cuarto lugar             | Equipos      |              |
| -- | ---- | ------------ | ------------ | ------------ | ------------ | ------------------------ | ------------------------ | ------------------------ | ------------ | ------------ |
| 1  | 1926 | Kenia        | Kenia        | 2–1          | Uganda       | Solamente 2 equipos      | Solamente 2 equipos      | Solamente 2 equipos      | 2            |              |
| -  | 1927 | No disputado | No disputado | No disputado | No disputado | No disputado             | No disputado             | No disputado             | No disputado |              |
| 2  | 1928 | Uganda       | Uganda       | 4-0 o 1-0    | Kenia        | Solamente 2 equipos      | Solamente 2 equipos      | Solamente 2 equipos      | 2            |              |
| 3  | 1929 | Kenia        | Uganda       | 5-3          | Kenia        | Solamente 2 equipos      | Solamente 2 equipos      | Solamente 2 equipos      | 2            |              |
| 4  | 1930 | Uganda       | Uganda       | 5-0          | Kenia        | Solamente 2 equipos      | Solamente 2 equipos      | Solamente 2 equipos      | 2            |              |
| 5  | 1931 | Kenia        | Kenia        | 2-1          | Uganda       | Solamente 2 equipos      | Solamente 2 equipos      | Solamente 2 equipos      | 2            |              |
| 6  | 1932 | Uganda       | Uganda       | 13-1         | Kenia        | Solamente 2 equipos      | Solamente 2 equipos      | Solamente 2 equipos      | 2            |              |
| -  | 1933 | No disputado | No disputado | No disputado | No disputado | No disputado             | No disputado             | No disputado             | No disputado | No disputado |
| -  | 1934 | No disputado | No disputado | No disputado | No disputado | No disputado             | No disputado             | No disputado             | No disputado | No disputado |
| 7  | 1935 | Uganda       | Uganda       | 5-1          | Kenia        | Solamente 2 equipos      | Solamente 2 equipos      | Solamente 2 equipos      | 2            |              |
| 8  | 1936 | Kenia        | Uganda       | 3-1          | Kenia        | Solamente 2 equipos      | Solamente 2 equipos      | Solamente 2 equipos      | 2            |              |
| 9  | 1937 | Uganda       | Uganda       | 9-5          | Kenia        | Solamente 2 equipos      | Solamente 2 equipos      | Solamente 2 equipos      | 2            |              |
| 10 | 1938 | Kenia        | Uganda       | 3-1          | Kenia        | Solamente 2 equipos      | Solamente 2 equipos      | Solamente 2 equipos      | 2            |              |
| 11 | 1939 | Uganda       | Uganda       | 5-2          | Kenia        | Solamente 2 equipos      | Solamente 2 equipos      | Solamente 2 equipos      | 2            |              |
| 12 | 1940 | Kenia        | Uganda       | 6-3          | Kenia        | Solamente 2 equipos      | Solamente 2 equipos      | Solamente 2 equipos      | 2            |              |
| 13 | 1941 | Uganda       | Kenia        | 4-3          | Uganda       | Solamente 2 equipos      | Solamente 2 equipos      | Solamente 2 equipos      | 2            |              |
| 14 | 1942 | Kenia        | Kenia        | 4-3          | Uganda       | Solamente 2 equipos      | Solamente 2 equipos      | Solamente 2 equipos      | 2            |              |
| 15 | 1943 | Uganda       | Uganda       | 2-1          | Kenia        | Solamente 2 equipos      | Solamente 2 equipos      | Solamente 2 equipos      | 2            |              |
| 16 | 1944 | Kenia        | Kenia        | 2-1          | Uganda       | Solamente 2 equipos      | Solamente 2 equipos      | Solamente 2 equipos      | 2            |              |
| 17 | 1945 | Uganda       | Uganda       | 4-1          | Kenia        | Tanganica                | Solamente 3 equipos      | Solamente 3 equipos      | 3            |              |
| 18 | 1946 | Kenia        | Kenia        | 2-1          | Uganda       | Tanganica                | Solamente 3 equipos      | Solamente 3 equipos      | 3            |              |
| 19 | 1947 | Tanganica    | Uganda       | 4-2          | Tanganica    | Kenia                    | Compartido               | Zanzíbar                 | 4            |              |
| 20 | 1948 | Uganda       | Uganda       | 2-1          | Kenia        | Tanganica                | Compartido               | Zanzíbar                 | 4            |              |
| 21 | 1949 | Zanzíbar     | Tanganica    | 2-0          | Kenia        | Uganda                   | Compartido               | Zanzíbar                 | 4            |              |
| 22 | 1950 | Kenia        | Tanganica    | 2-1          | Kenia        | Uganda                   | Compartido               | Zanzíbar                 | 4            |              |
| 23 | 1951 | Tanganica    | Tanganica    | 3-2          | Kenia        | Uganda                   | Compartido               | Zanzíbar                 | 4            |              |
| 24 | 1952 | Uganda       | Uganda       | 6-3          | Kenia        | Tanganica                | Compartido               | Zanzíbar                 | 4            |              |
| 25 | 1953 | Zanzíbar     | Kenia        | 6-2          | Uganda       | Tanganica                | Compartido               | Zanzíbar                 | 5            |              |
| 26 | 1954 | Kenia        | Uganda       | 4-1          | Kenia        | Tanganica                | Compartido               | Zanzíbar                 | 4            |              |
| 27 | 1955 | Tanganica    | Uganda       | 5-1          | Tanganica    | Kenia                    | Compartido               | Zanzíbar                 | 4            |              |
| 28 | 1956 | Uganda       | Uganda       | 3-2          | Kenia        | Zanzíbar                 | 3-2                      | Tanganica                | 4            |              |
| 29 | 1957 | Zanzíbar     | Uganda       | 2-1          | Kenia        | Tanganica                | Compartido (3-3)         | Zanzíbar                 | 4            |              |
| 30 | 1958 | Kenia        | Kenia        | liga         | Uganda       | Tanganica                | liga                     | Zanzíbar                 | 4            |              |
| 31 | 1959 | Tanganica    | Kenia        | liga         | Zanzíbar     | Tanganica                | Compartido               | Uganda                   | 4            |              |
| 32 | 1960 | Uganda       | Kenia        | Compartido   | Uganda       | Tanganica                | liga                     | Zanzíbar                 | 4            |              |
| 33 | 1961 | Kenia        | Kenia        | liga         | Tanganica    | Uganda                   | liga                     | Zanzíbar                 | 4            |              |
| 34 | 1962 | varias sedes | Uganda       | liga         | Tanganica    | Kenia                    | liga                     | Zanzíbar                 | 4            |              |
| 35 | 1963 | Kenia        | Uganda       | liga         | Kenia        | Tanganica                | liga                     | Zanzíbar                 | 4            |              |
| 36 | 1964 | Tanzania     | Tanzania     | liga         | Kenia        | Uganda                   | liga                     | Zanzíbar                 | 4            |              |
| 37 | 1965 | Uganda       | Tanzania     | liga         | Kenia        | Uganda                   | liga                     | Zanzíbar                 | 4            |              |
| 38 | 1966 | Zanzíbar     | Kenia        | liga         | Uganda       | Tanzania                 | liga                     | Zanzíbar                 | 4            |              |

(1) En 1960 Kenia y Uganda decidieron compartir el título.

## Títulos
En cursiva, se indica el torneo en que el equipo fue local.
| N.º | País                                | Títulos | Subtítulos | Tercer lugar                                                                | Cuarto lugar                                       |
| --- | ----------------------------------- | --- | --- | --------------------------------------------------------------------------- | -------------------------------------------------- |
| 1   | Uganda                              | 22 (1928, 1929, 1930, 1932, 1935, 1936, 1937, 1938, 1939, 1940, 1943, 1945, 1947, 1948, 1952, 1954, 1955, 1956, 1957, 1960, 1962, 1963) | 9 (1926, 1931, 1941, 1942, 1944, 1946, 1953, 1958, 1965)                                                                                      | 7 (1949, 1950, 1951, 1959, 1961, 1964, 1966                                 |                                                    |
| 2   | Kenia                               | 12 (1926, 1931, 1941, 1942, 1944, 1946, 1953, 1958, 1959, 1960, 1961, 1966)                                                             | 23 (1928, 1929, 1930, 1932, 1935, 1936, 1937, 1938, 1939, 1940, 1943, 1945, 1948, 1949, 1950, 1951, 1952, 1954, 1956, 1967, 1963, 1964, 1965) | 3 (1947, 1955, 1962)                                                        |                                                    |
| 3   | Tanzania (1945-1961 como Tanganica) | 5 (1949, 1950, 1951, 1964, 1965) | 4 (1947, 1955, 1961, 1962) | 12 (1945, 1946, 1948, 1952, 1953, 1954, 1957, 1958, 1959, 1960, 1963, 1966) | 1 (1956)                                           |
| 4   | Zanzíbar                            | | 1 (1959) | 11 (1947, 1948, 1949, 1950, 1951, 1952, 1953, 1954, 1955, 1956, 1957)       | 8 (1958, 1960, 1961, 1962, 1963, 1964, 1965, 1966) |

## Número de sedes por equipo
| País      | N.º |
| --------- | --- |
| Uganda    | 14  |
| Kenia     | 14  |
| Zanzíbar  | 4   |
| Tanganica | 3   |
| Tanzania  | 1   |